# ランキンコロシアム!
『ランキンコロシアム!』は、2006年4月7日から同年7月7日までテレビ東京で放送されていたバラエティ番組である。司会は浅草キッド。玉袋筋太郎がディーラー（進行役）で水道橋博士がモニタールームで解説役。

## 概要
有名人のイメージをテーマにしたランキングカードゲームにより、6人の出場者が1対1のトーナメントを行い、優勝者を決める。（もちろん優勝者には賞品が出る）
初回は70分スペシャルで放送されていた（ゲスト：出川哲朗他）。

## ルール
- 「○○な有名人といえば？」というテーマで街頭アンケートを行いベスト30を作り（実際には30個目の答えが出た時点でリサーチは終了と見られる）、その中からピックアップされた11人の名前が書かれたカードがテーブル上に並べられる。
- 最初の先攻はカードによるくじ引きで決める。（その次からはさっきポイントを取られた方が先攻）
- 先攻のみ1回だけカードを選び直せる。
- より上位を選んだほうが1ポイント獲得。ただし、最下位は「ジョーカー」となっていて最強であり、すべての順位に勝つ。（たとえ相手が1位でも）
- 最終的に3ポイント先取した方が勝利。

## ネット局と放送時間
- テレビ東京:金曜(土曜日未明)25:00~25:30
- テレビ大阪(23日遅れ):日曜
- テレビ愛知(同時ネット)
- TVQ九州放送:水曜日25:08～25:38(6日遅れ)
  - テレビ北海道とテレビせとうちは第1回スペシャルのみの放送だった。

| テレビ東京系 金曜日(土曜日未明)25時枠 | テレビ東京系 金曜日(土曜日未明)25時枠 | テレビ東京系 金曜日(土曜日未明)25時枠 |
| 前番組                                | 番組名                                | 次番組                                |
| ------------------------------------- | ------------------------------------- | ------------------------------------- |
| シンデレラ男                          | ランキンコロシアム!                   | 仁義換金                              |